# Homolobus acares
Homolobus acares är en stekelart som beskrevs av Van Achterberg 1979. Homolobus acares ingår i släktet Homolobus och familjen bracksteklar. Inga underarter finns listade i Catalogue of Life.